# Кізень
Кізень, Кізені (рум. Chizeni) — село у повіті Селаж в Румунії. Входить до складу комуни Гилгеу.
Село розташоване на відстані 368 км на північний захід від Бухареста, 45 км на схід від Залеу, 55 км на північ від Клуж-Напоки.

## Населення
За даними перепису населення 2002 року у селі проживали 126 осіб, з них 125 осіб (99,2%) румунів. Рідною мовою 125 осіб (99,2%) назвали румунську.